# Eixen
Eixen település Németországban, Mecklenburg-Elő-Pomeránia tartományban. Lakosainak száma 725 fő (2023. december 31.).

## Népesség
A település népességének változása:
| Lakosok száma | 775  | 769  | 752  | 732  | 725  |
|               | 2017 | 2019 | 2021 | 2022 | 2023 |